# Lodewijk I van Edingen-Kestergat
Lodewijk I van Edingen-Kestergat, ridder en heer van Kestergat en Zandbergen (ca. 1432 – ca. 1503) was een Brabants edelman, hoveling en magistraat. Hij was amman van Brussel en raadsheer-kamerling van Karel de Stoute.

## Leven
Lodewijk was de oudste zoon van Jan van Edingen-Kestergat en Maria de Mol. Tegen 1459 was hij schildknaap aan het hof van hertog Filips de Goede. De hertog duidde zijn vader en hemzelf in 1461 aan als amman voor het leven. Hij oefende de functie uit van 1465 tot 1473 en in 1476-1477. In dat laatste jaar werd hij verbannen in de nasleep van een ambachtenopstand tegen de hertogsgezinde partij, waartoe hij behoorde. Maria van Bourgondië had hem eerst nog in zijn ambt bevestigd, maar in april 1477 had hij plaats moeten ruimen voor Willem Estor.
Op de zitting van de Staten van Brabant in 1483 keerde Lodewijk van Edingen zich tegen het regentschap van Maximiliaan van Oostenrijk. Hij moest vluchten en zijn goederen werden toegewezen aan Willem van den Heetvelde, maar zijn vrouw wist ze voor de Raad van Brabant voorlopig te bewaren tot hij in 1494 gratie verkreeg.
In de karmelietenkerk van Brussel waren Lodewijk en zijn echtgenote afgebeeld op een brandglasraam dat de beschieting van 1695 niet overleefde, maar waarvan tekeningen in kleur worden bewaard in de Koninklijke Bibliotheek van België.

## Familie
Lodewijk was de oudste zoon van Jan van Edingen-Kestergat en Maria de Mol († 25 maart 1464). Hij trouwde in 1466 met Margareta van Oisy en kreeg met haar:
- Filip, heer van Zandbergen (ca. 1467-1520), getrouwd met Johanna Schoonjans
- Peter II, heer van Kestergat (ca. 1469-1540), getrouwd met Margareta van de Velden
- Lodewijk II, toegelaten tot het geslacht Serroelofs
- Frans, getrouwd met Katherina van den Houte alias Immeloot
- Katherina, vrouwe van Haren, getrouwd met Hendrik III Bau

Hij had ook een buitenechtelijke dochter Margareta van Jacqueline Alle.

## Voetnoten
1. ↑  Brussel, KBR, ms. G.1565, fol. 1-3